# Gobar Gada
Gobar Gada (en népalais : गोवरगाढा) est un comité de développement villageois du Népal situé dans le district de Saptari. Au recensement de 2011, il comptait 1 791 habitants.